# 相楽晴子
相楽 晴子（さがら はるこ、旧芸名:相楽 ハル子（読み同じ）、1968年3月1日 - ）は、日本の女優、歌手。福島県郡山市出身。ニックネームはパル、パル子。1995年以降は、芸能活動を休止している。プロダクションオーロラに所属していた。

## 来歴

### ドラマデビューまで
福島県郡山市出身。両親は家具店を営んでいた。子供の頃に父親が交通事故で他界。母親は借金返済のため、店を畳んで相楽が12歳の頃に子供達を連れて上京した。中学卒業後、ヘアメイクの専門学校への進学準備中、渋谷を友人と歩いていたところをカメラマンにスカウトされてモデルクラブに所属。芸能界デビューのきっかけとなる。
売れっ子モデルとして多数のコマーシャルに出演し「相楽ハル子」の芸名で雑誌の表紙やグラビアも飾るようになるが、女優への道を歩もうと俳優専門のプロダクションに移る。

### 女優・タレント時代
1985年（昭和60年）、フジテレビ系連続ドラマ『スケバン刑事II 少女鉄仮面伝説』で準主役の"ビー玉のお京"・中村京子 役を演じ、人気を博す。翌1986年5月、同ドラマ挿入歌『ヴァージン・ハート』で歌手デビュー。以降もお京イメージのロック歌謡のシングルをリリースするなど当初はアイドル歌手としてスタートしたが、次第に女優としての評価を高めていく。
斉藤由貴、高井麻巳子と共演した大森一樹監督『恋する女たち』（1986）で映画デビュー。翌1987年にはテレビシリーズの映画版『スケバン刑事』にビー玉のお京役で出演。深作欣二監督『必殺4 恨みはらします』では時代劇に初挑戦し、千葉真一の娘役を演じた。
1988年、芸名を本名の「相楽晴子」へ改名。4本目の映画『バカヤロー! 私、怒ってます』で初主演。
1989年、阪本順治監督『どついたるねん』でのヒロイン役演技が評価され、キネマ旬報ベストテンや毎日映画コンクール、ヨコハマ映画祭など同年の映画祭助演女優賞を軒並み受賞した。また『アリエスの乙女たち』『おヒマなら来てよネ!』『ADブギ』等のテレビドラマにも数多く出演し、『オールナイトフジ』MCや『天使のU・B・U・G』などバラエティ番組、写真集、CM等、明るく気さくなキャラクターで幅広く活躍した。

### 結婚・休業
1992年、ロサンゼルスで撮影した写真集『MOTHERS』の現地コーディネーターをしていた男性との出会いから遠距離恋愛が始まり、1995年に渡米し結婚。その後、出産を機に女優業を休業。2003年にハワイ・オアフ島に渡り、2019年からハワイ島に移住した。
2025年、30年振りに帰国。現在は奈良県在住。

## 人物

### アイドル時代
ストレートに自己主張する性格で、アイドル時代はファンから「お姉さん」「姉御」「頼りがいがある」というイメージで見られることが多かった。
10代のモデル時代から芸能人が集まる六本木のディスコ『プレステージ』などでよく遊んでおり、遊び仲間に梶原真理子、吉川晃司、風見しんご、尾崎豊、木村一八などが居た。『スケバン刑事II 少女鉄仮面伝説』の過酷な撮影やアイドル業のストレスを夜の街で遊ぶことで発散していた。六本木界隈で仕事関係の男性とマネージャーを交えずに飲食などしていたことから噂を立てられ、ドラマのプロデューサーから「いい加減にしないと役から降ろすぞ」と叱責されたこともあったという。

### 女優として
尊敬する俳優として、佐藤浩市の名を挙げている。役者志望だったモデル時代の相楽に、俳優のプロダクションを紹介したのが佐藤であった。
佐藤からは、相楽の出演番組を見て怒られたりストレートに辛辣な忠告を受けることもあった。相楽が光GENJIと一緒に出演していた夕方の番組を見ていた佐藤から、「夕方でどうせ子供が見ていると思って、気を抜いているだろう。そんなことをしていると仕事が無くなるぞ。どんな番組でも私はここにいますっていう絶対的存在感をアピールすれば、晴子のキャラクターっていうのはきっと確立されていくから、手を抜くな。見ている奴は、ちゃんと見ているからな」と忠告され、気楽に番組をやっていた相楽にとって、佐藤の言葉は本当に胸に痛かったと語っている。
女優として自身の中でのライバルとして南野陽子の名を挙げている。『スケバン刑事Ⅱ』『アリエスの乙女たち』でも絶えずずっと自分の前におり、その中で共演者として南野の脇を固めなければいけない立場で色々と悔しい思いもさせられ、いつか必ず追い抜いてみせるという悔しさが役者としての向上心に繋がるエネルギーであったと語っている。女優業は本当に神経を使う仕事であるとした上で、当時の南野は完璧主義者でストレスを溜め込んでおり、外で遊ぶことで気持ちを発散できていた自分と異なり、気持ちも行動も内にこもるタイプであった南野は色々な事が鬱積していたのではないかと語っている。

### 交遊関係
東京での第二の父として、俳優の原田芳雄の名を挙げている。とあるきっかけでミュージシャンの桑名正博と仲良くなり、桑名と親交のあった原田の家へ一緒に行く中で、次第に原田家と親しい間柄になった。1988年、木村一八のタクシー運転手暴行事件の際に現場に居合わせていた相楽は、芸能メディアから追及を受けることとなった。木村は、幼馴染の相楽に「彼氏ができた」と紹介されたのが原田芳雄の息子の原田喧太であり、暴行事件の真相はタクシー運転手とトラブルになっていた喧太を守るためであったと語っている。相楽は少年院に入った木村に対し喧太が挨拶に行かなかったことから「あんた!誰のために、一八はすべてをかぶったのよ」と叱責したといい、木村は相楽を「とても男前の女だ」と評している。

### エピソード
- 番組撮影で札幌に行った際、一人きりのホテルの部屋で誰も来ないと思い安心しきった相楽は灰皿一杯になるまで煙草を吸い、そのまま就寝した。そして『スターどっきり（秘）報告』のアイドル寝起きドッキリとして、レポーターの田代まさしが相楽の部屋に入ってきた。田代は枕元にあった相楽の下着を身に付ける、ストッキングの匂いをかぐなどしてふざけていたが、ベッドサイドにあった灰皿や煙草の箱を見つけると、すぐにカメラをストップさせてそれらをベッドの下へ隠した。この時相楽は寝込んでおり何も気付かなかったが、後からこの話を聞き田代はとても優しい人だと思ったと語っている[21]。

## ディスコグラフィー

### シングル
| #                                 | 発売日                      | タイトル                    | B面                         | 規格                        | 規格品番                    |
| CBS・ソニー 相楽ハル子 名義       | CBS・ソニー 相楽ハル子 名義 | CBS・ソニー 相楽ハル子 名義 | CBS・ソニー 相楽ハル子 名義 | CBS・ソニー 相楽ハル子 名義 | CBS・ソニー 相楽ハル子 名義 |
| --------------------------------- | --------------------------- | --------------------------- | --------------------------- | --------------------------- | --------------------------- |
| 1st                               | 1986年5月2日                | ヴァージン・ハート          | あぶないジャンクション      | EP                          | 07SH-1768                   |
| 2nd                               | 1986年10月10日              | 踊らせてトゥナイト          | ヤッパ・オンナ              | EP                          | 07SH-1826                   |
| 3rd                               | 1987年2月5日                | Seaside Mint Blue           | 出発つ心にI Need You        | EP                          | 07SH-1870                   |
| 4th                               | 1987年5月21日               | 木曜日にはKISSを            | セミ・スィート・ショック    | EP                          | 07SH-1934                   |
| CBS・ソニー 相楽晴子 名義         |                             |                             |                             |                             |                             |
| 5th                               | 1988年2月26日               | ブレード・ランナー          | うしろむきのLOVE            | EP                          | 07SH-3016                   |
| 6th                               | 1988年9月1日                | 眠れる渚のSEASON            | ハーブレインをもう少し      | EP                          | 07SH-3108                   |
| 東芝EMI / EASTWORLD 相楽晴子 名義 |                             |                             |                             |                             |                             |
| 7th                               | 1989年4月19日               | 東京マリオネット            | ハッピーエンドによろしく    | EP                          | RT07-2335                   |
| 7th                               | 1989年4月19日               | 東京マリオネット            | ハッピーエンドによろしく    | 8cmCD                       | XT10-2325                   |
| 8th                               | 1989年11月15日              | MID-NIGHT CALL              | 惚れてんねん                | 8cmCD                       | TODT-2449                   |
| 9th                               | 1990年7月25日               | 風のインベンション          | 楽園                        | 8cmCD                       | TODT-2548                   |
| 10th                              | 1994年11月2日               | 背中                        | 背中 (オリジナル・カラオケ) | 8cmCD                       | TODT-3358                   |

### アルバム

#### オリジナルアルバム
|                                   | 発売日                      | タイトル                          | 規格                        | 規格品番                    |
| CBS・ソニー 相楽ハル子 名義       | CBS・ソニー 相楽ハル子 名義 | CBS・ソニー 相楽ハル子 名義       | CBS・ソニー 相楽ハル子 名義 | CBS・ソニー 相楽ハル子 名義 |
| --------------------------------- | --------------------------- | --------------------------------- | --------------------------- | --------------------------- |
| 1st                               | 1986年11月21日              | BITTER KISS                       | LP                          | 28AH-2112                   |
| 1st                               | 1986年11月21日              | BITTER KISS                       | CD                          | 32DH-548                    |
| 東芝EMI / EASTWORLD 相楽晴子 名義 |                             |                                   |                             |                             |
| 2nd                               | 1990年8月29日               | 第二楽章 ―セカンド・ムーヴメント― | CD                          | TOCT-5783                   |

#### ベストアルバム
|                                 | 発売日                          | タイトル                                               | 規格                            | 規格品番                        |
| Sony Music Direct 相楽晴子 名義 | Sony Music Direct 相楽晴子 名義 | Sony Music Direct 相楽晴子 名義                        | Sony Music Direct 相楽晴子 名義 | Sony Music Direct 相楽晴子 名義 |
| ------------------------------- | ------------------------------- | ------------------------------------------------------ | ------------------------------- | ------------------------------- |
| 1st                             | 2005年11月30日                  | アイドル♡ミラクルバイブル・シリーズ 相楽晴子 Best Tune | CD                              | MHCL-677/8                      |

### タイアップ
| 曲名               | タイアップ                                     | 収録作品                       |
| ------------------ | ---------------------------------------------- | ------------------------------ |
| ヴァージン・ハート | フジテレビ系ドラマ『スケバン刑事II』挿入歌     | シングル「ヴァージン・ハート」 |
| Seaside Mint Blue  | ヤマハ『ミント』イメージ・ソング               | シングル「Seaside Mint Blue」  |
| 木曜日にはKISSを   | フジテレビ『深夜秘宝館』主題歌                 | シングル「木曜日にはKISSを」   |
| 眠れる渚のSEASON   | フジテレビ『オールナイト・フジ』テーマ・ソング | シングル「眠れる渚のSEASON」   |
| 背中               | NTT DoCoMo関西 TV-CMイメージ・ソング           | シングル「背中」               |

## 出演作品

### テレビドラマ
- ペットントン 第23話（1984年、フジテレビ系）- 水着のお姉さん 役
- スケバン刑事II 少女鉄仮面伝説（1985年、フジテレビ系） - 中村京子 役
- 月曜ドラマランド 悪魔くん（1986年、フジテレビ系） - 伊藤恵 役
- どうぶつ通り夢ランド（1987年、テレビ朝日系）第22話
- アリエスの乙女たち（1987年、フジテレビ系）- 津川敬子 役
- おヒマなら来てよネ!（1987年、フジテレビ系） - 石井紀子 役
- オレの妹急上昇（1987年11月 - 1988年1月、フジテレビ系）第11話 - 桜河内スギコ 役
- 花のあすか組! 第12話（1988年、フジテレビ系）- ヨーコ 役
- スクールガール・セレナーデ 桂華學女小夜曲（1988年、日本テレビ系）- 沢田加代 役
- ヘイ!あがり一丁（1989年、フジテレビ系）- 楠木とし江 役
- あいつがトラブル（1989年、フジテレビ系） - 第1話ゲスト出演
- 大岡越前 第11部（1990年、TBS / C.A.L） - お京 役
- 水戸黄門 第20部 第45話「娘馬子仇討ち悲願 -福島-」（1991年、TBS / C.A.L） - おせき 役
- ADブギ（1991年、TBS系） - 香坂直子 役
- 世にも奇妙な物語 『コインランドリー』（1991年、フジテレビ系）
- 東京エレベーターガール（1992年、TBS系）- 吉本美代子 役
- あなただけ見えない（1992年、フジテレビ系）- 間宮茜 役
- まったナシ!（1992年、日本テレビ系）- 木内美佳 役
- 裸の大将  第59話「清が誘拐されサア大変」 （1993年、関西テレビ） - 岡島小百合 役
- さくらももこランド・谷口六三商店（1993年、TBS系）- 谷口晴子 役
- ひとの不幸は蜜の味（1994年、TBS系）- 青木恵/牧原ゆま 役
- 月曜ドラマスペシャル交通刑務所・刑務官（1995年、TBS） - 神原ゆかり 役
- 明日があるさ（2001年、日本テレビ系）- 浜田貞代 役

### 映画
- 恋する女たち（1986年12月13日、東宝）- 志摩汀子 役
- スケバン刑事（1987年2月14日公開、東映）- 中村京子 役
- 必殺4 恨みはらします（1987年6月6日公開、松竹）- おみつ 役
- マリリンに逢いたい（1988年7月16日、松竹）- 理恵 役
- バカヤロー! 私、怒ってます第一話（1988年10月15日）「食べてどこがいけないの?」- 厚木静香 役
- 恋子の毎日（1988年12月17日、東映）- サニー 役
- どついたるねん （1989年11月11日公開、ムービーギャング）- 鴨井貴子 役『キネマ旬報賞』助演女優賞 『毎日映画コンクール』女優助演賞
- ゴジラVSビオランテ（1989年12月16日、東宝）- TNNテレビのレポーター 役[3]
- 流転の海（1990年11月3日公開、東宝）- 直子 役
- さらば愛しのやくざ（1990年11月23日公開、東映）- 高梨季実子 役
- エンドレス・ワルツ（1995年10月7日公開、松竹）- リリー 役
- 明日があるさ THE MOVIE（2002年10月5日、東宝）- 浜田貞代 役

### バラエティ
- オールナイトフジ延長戦（1988年、フジテレビ） - MC担当
- ドリフ大爆笑（1988年、フジテレビ）
- オールナイトフジ（1988年 - 1990年、フジテレビ） - MC担当
- 桃色学園都市宣言!!（1987年 - 1988年、フジテレビ）
- 極楽自由区（1993年-1994年、TBS）
- ダウンタウンDX（1994年10月20日、日本テレビ）
- 世界の日本人妻は見た!（2016年8月9日、毎日放送）
- 直撃!シンソウ坂上（2020年1月9日、フジテレビ）

### CM
- 「2in1」（1985年、ワーナー・ランバート）
- 「ミント（スクーター）」（1987年、ヤマハ発動機）
- 「リンプー 」（1988年、資生堂）